# Атака (мемориал)
«Атака» — мемориал, посвящённый блокаде Ленинграда и действиям танковых войск во время обороны города и прорыва блокады.
Входит в «Зелёный пояс Славы» и Малое блокадное кольцо, проходящее по маршруту Петродворец — Гостилицкое шоссе — деревня Порожки — деревня Керново.
Сам мемориал «Атака» находится на 8-м километре Гостилицкого шоссе.
Мемориал представляет собой оригинал танка Т-34-85, активно использовавшегося в оборонительных действиях по защите Ленинграда и его освобождению от блокады. На тот момент это была новейшая модификация танка Т-34, бывшего самым массовым советским на полях сражений Второй мировой войны.
В 2020-м году в честь 75-летнего юбилея Победы был проведён памятный велопробег, трасса которого в том числе проходила мимо мемориала «Атака».

## История
Мемориал «Атака» сооружён на месте рубежа обороны 1941—1944 годов Ораниенбаумского плацдарма.
Памятник был установлен в 1969 году. Архитектором памятного монумента стал А. И. Алымов, над композицией мемориала работали скульпторы Э. М. Агаян и Б. А. Свинин, инженерными работами по установке памятника руководил В. М. Иоффе.

## Описание памятника
На 6-метровый бетонный постамент водружён танк, принимавший участие в январских боях 1944 года за освобождение Ленинграда.
На фронтальной части постамента нанесена надпись:
«1941—1944
Здесь проходила линия обороны Ораниенбаумского плацдарма в годы Героической защиты Ленинграда».
Мемориальная доска, также расположенная на постаменте, упоминает части и соединения, остановившие в сентябре 1941 года немецкое наступление и удерживавших рубеж до наступления армии Л. А. Говорова.
Текст мемориальной доски:
«В сентябре 1941 года на этом участке Ораниенбаумского плацдарма вели тяжёлые оборонительные бои и сдержали натиск немецко-фашистских полчищ воины 191-й и 48-й стрелковой дивизии, 2-й рабочей Гвардейской дивизии, 2-й дивизии Народного Ополчения, курсант военно-морского хозяйственного училища, батальонов морской пехоты, ополченцы пулемётно-артиллерийских батальонов, их поддерживала артиллерия кораблей КБФ линкора „Октябрьская революция“, крейсеров „Киров“ и „Максим Горький“ и других кораблей. С октября 1941 года по май 1943 года здесь держали оборону, истребляя фашистов, воины 48-й дивизии, а затем до января 1944 года — 168-я стрелковая дивизия».

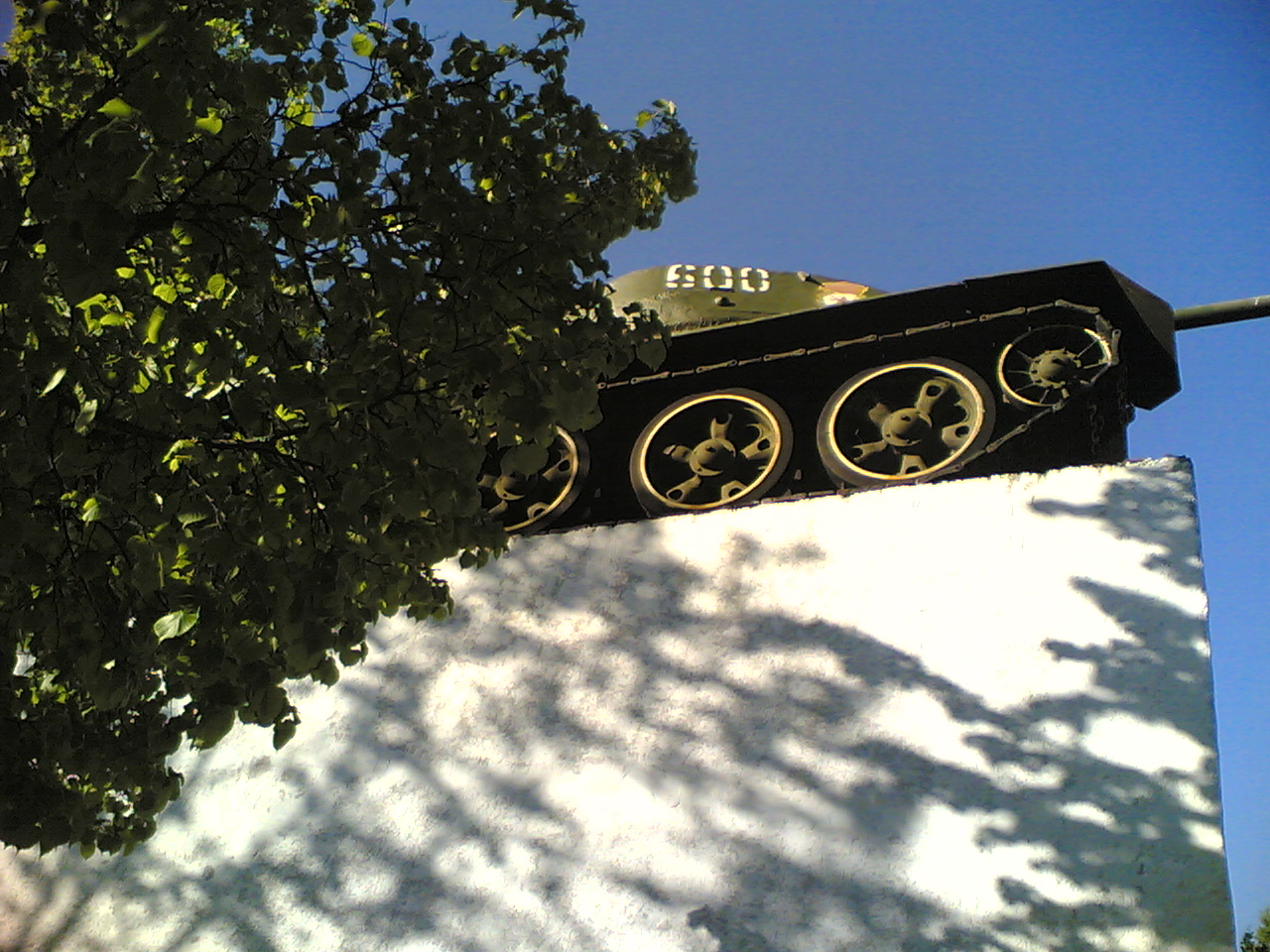
Танк Т-34 на постаменте.
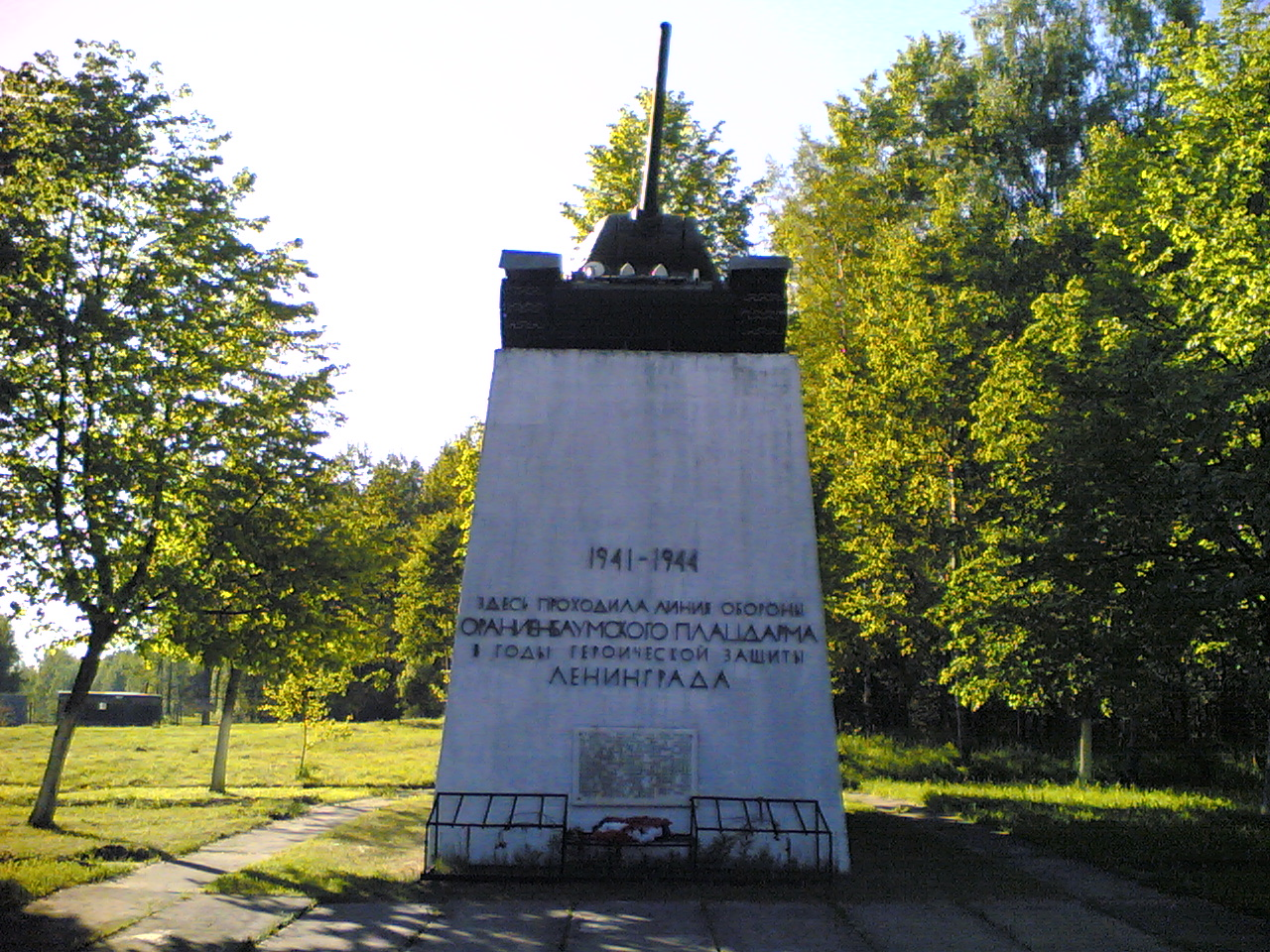
Общий вид на мемориал.
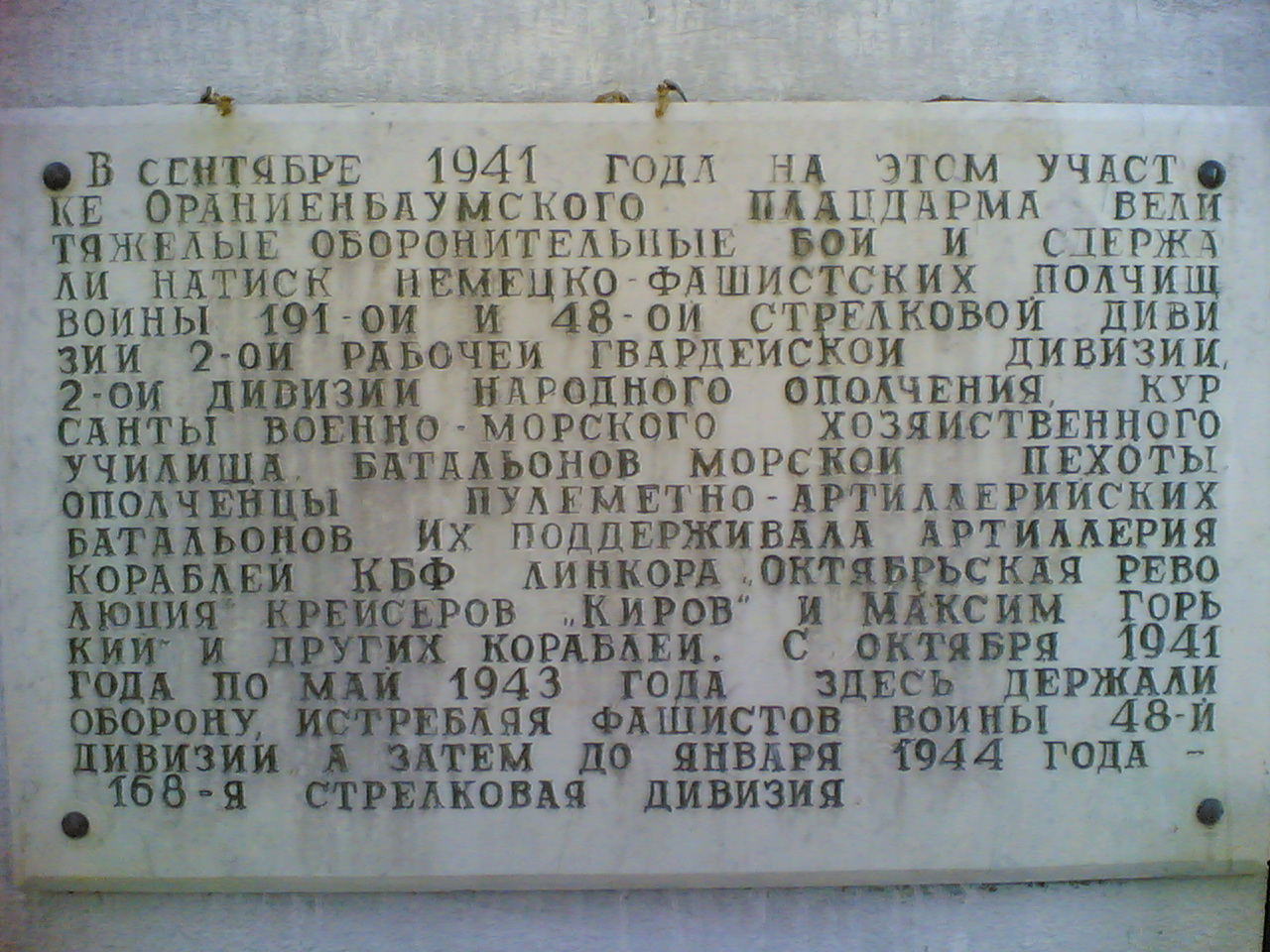
Мемориальная доска.